# نهر إيشيم
نهر إيشيم، (بالإنجليزية: Ishim River)‏، (بالروسية: /и́м / Išim؛)، هو نهر يمر عبر كازاخستان، وروسيا. يبلغ طوله 2450 كيلومتراً (1,520 ميل)؛ يبلغ معدل تفريغها 56.3 متر مكعب في الثانية (1,990 قدم مكعب / ثانية). إنه رافد يسري لنهر إرتيش. نهر إيشيم صالح للملاحة جزئيا في المناطق السفلية له. يمر الجزء العلوي من إيشيم عبر آستانة، عاصمة كازاخستان. في روسيا، يسير النهر، عبر منطقة مستنقعات شاسعة، من أجل مساره، ولديه عدد لا يحصى من التعرجات، وبحيرات الثور. يتجمد النهر من أواخر نوفمبر حتى مارس.

## في نور - سلطان

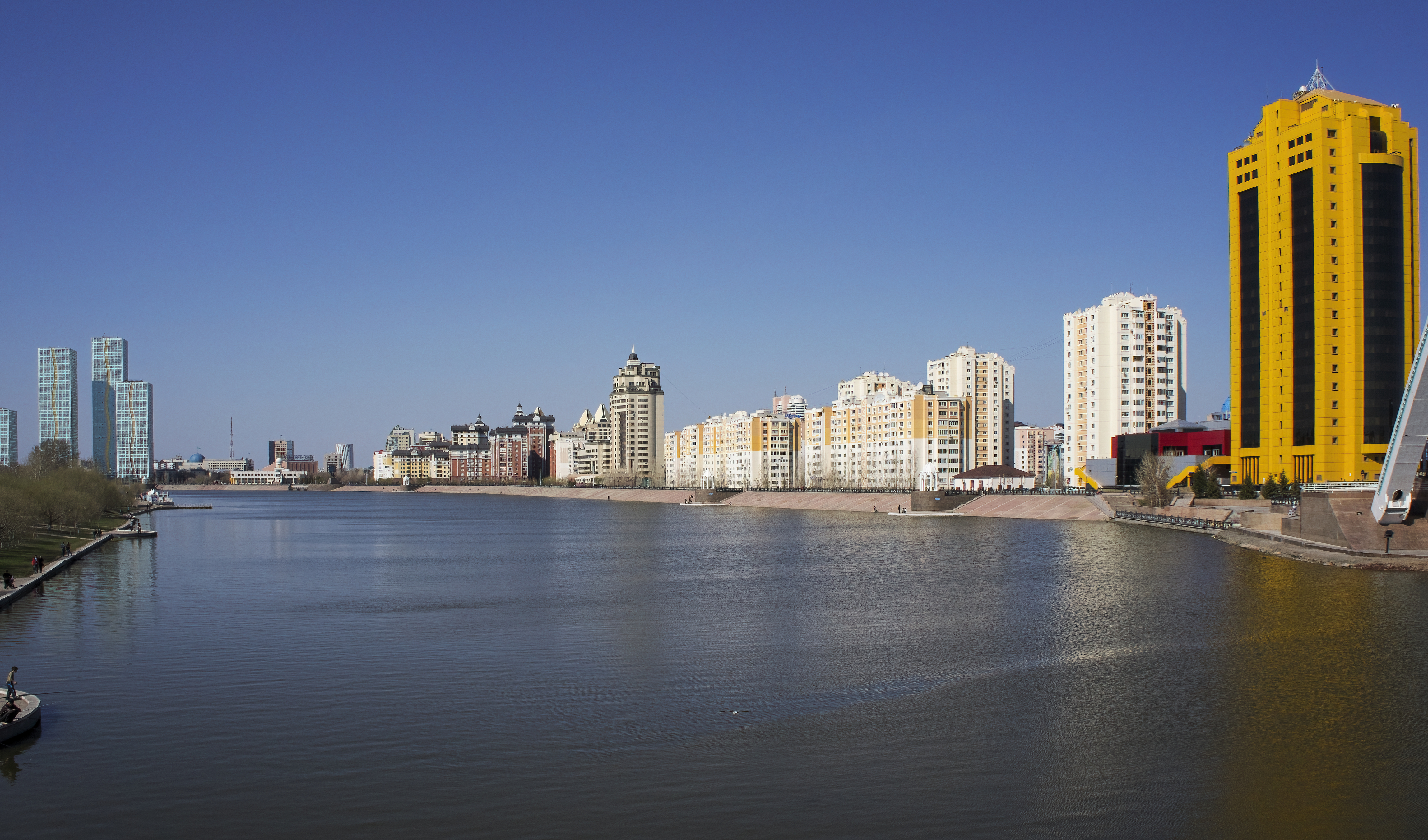
نهر إيشيم في نور سلطان

وفقا لرئيس كازاخستان، تم اختيار نور سلطان نزارباييف، واختير نور سلطان (أستانا سابقا)، كعاصمة جزئية بسبب وجود النهر. تنقسم المدينة أيضًا إلى جزأين، الضفة اليمنى (الشمالية) لإيشيم أو المدينة القديمة، والضفة اليسرى (الجنوب)، حيث توجد مبان حكومية جديدة، مثل أك أوردا، ومجلس الحكم، والمجلس الأعلى، والمحكمة، بالإضافة إلى العديد من المجمعات السكنية، والشقق الراقية.
منذ عام 1998، كان نهر إيشيم في نور سلطان يدار بنشاط، لإدارة الفيضانات، والحفاظ على المياه، من أجل توفير الاستخدام الترفيهي، والتأكد من ظهوره بمظهر رائع. يتم حظره المياه في النهر من الجزء السفلي من نور السلطان، وتبقى على مستوى أعلى في معظم الوقت، في حين أن قاع النهر أعمق، للسماح لمياه الفيضانات بالمرور بشكل أسرع. وفي وسط نور سلطان، بالقرب من حديقة المدينة، يوجد الآن شاطئ عام، لاستأجار القوارب. في الوقت نفسه، إذا لم يتم إغلاق النهر، «يبقى المواطنون قادرين على السير فيه».